# Rowin van Zaanen
Rowin van Zaanen est un footballeur néerlandais, né le 18 septembre 1984 à Amsterdam aux Pays-Bas. Il évolue comme attaquant.

## Palmarès
FC Volendam
- Eerste divisie (D2)
  - Champion (1) : 2008